# Anna Kanakis
Pour les articles homonymes, voir Kanakis.
Anna Kanakis, née le 1er février 1962 à Messine et morte à Rome le 19 novembre 2023, est une mannequin, actrice et romancière italienne, lauréate du concours de Miss Italie en 1977.

## Biographie
Née à Messine en 1962 d'un père d'origine grecque et d'une mère italienne, Anna Kanakis est couronnée Miss Italie à Sant'Eufemia d'Aspromonte en 1977. Elle participe ensuite au concours de Miss Univers en 1981.
Elle débute comme actrice en 1980 dans la comédie Sucre, Miel et Piment (Zucchero, miele e peperoncino) de Sergio Martino et obtient son premier crédit dans la comédie Bello di mamma de Rino Di Silvestro la même année. En 1982 et 1983, elle joue plusieurs rôles secondaires dans des comédies de Castellano et Pipolo et Sergio Martino. Elle obtient également par deux fois des premiers rôles dans des films de séries B de science-fiction post-apocalyptique. Pour Enzo G. Castellari, elle tourne aux côtés de Fred Williamson, George Eastman et Thomas Moore dans Les Nouveaux Barbares (I nuovi barbari), et pour Sergio Martino dans 2019 après la chute de New York (2019 - Dopo la caduta di New York) avec pour partenaires George Eastman, Michael Sopkiw (en), Valentine Monnier et Paolo Maria Scalondro (it). En 1989, elle intègre le casting de la série télévisée Oceano et obtient un rôle secondaire pour Luigi Magni.
Dans les années 1990, elle alterne les rôles au cinéma et à la télévision. Au cinéma, en 1990, elle joue dans la comédie L'avaro de Tonino Cervi, l'adaptation de la pièce L'Avare de Molière  à la sauce italienne. Elle joue ensuite pour Salvatore Maira, Luciano Manuzzi, Jerry Calà et Steven Hilliard Stern, et donne la réplique en 1994 à Richard Anconina et Isabelle Candelier dans le drame Coma de Denys Granier-Deferre réalisé d'après le roman éponyme de Frédéric Dard.
À la télévision, elle apparaît dans plusieurs téléfilms, comme dans le récit historique Intrigues impériales (Young Catherine) de Michael Anderson qui narre l'ascension au trône de Catherine II de Russie, et dans lequel elle incarne la comtesse Vorontsov. Elle participe également à plusieurs séries télévisées, comme La famiglia Ricordi en 1995, dans laquelle elle joue le rôle de l'artiste lyrique Maria Malibran ou Fine secolo de Gianni Lepre (it) en 1999.
Elle débute au théâtre en 1996, sous la direction d'Antonello Aglioti, dans une pièce de Barbara Alberti.
Dans les années 2000, elle se fait plus rare. Elle intègre notamment en 2006 le casting international du film historique L'Enquête sacrée (L'inchiesta) de Giulio Base, dans lequel elle joue le rôle de Claudia Procula, l'épouse de Ponce Pilate. Elle prend part à la série télévisée Vento di ponente en 2002, et joue dans le téléfilm policier La terza verità de Stefano Reali en 2007.
En 2010, elle publie son premier roman, Sei così mia quando dormi consacré à la femme de lettres George Sand. Elle signe son deuxième roman en 2011 avec L'amante di Goebbels , qui raconte l'histoire d'amour de Lída Baarová, une actrice tchécoslovaque qui fut une maîtresse du ministre de la Propagande du troisième Reich Joseph Goebbels entre 1936 et 1938.
Anna Kanakis est  morte à Rome le 20 novembre 2023 à l'âge de 61 ans d'une leucémie fulminante.

### Vie privée
Après un premier mariage en 1981 avec le musicien Claudio Simonetti, dont elle divorce quelques années plus tard, Anna Kanakis épouse en 2004 le vénitien Marco Merati Foscarini, descendant de Marco Foscarini, l'un des derniers doges de Venise.

## Filmographie

### Au cinéma
- 1980 : Sucre, Miel et Piment (Zucchero, miele e peperoncino) de Sergio Martino
- 1980 : Bello di mamma de Rino Di Silvestro
- 1982 : Attila flagello di Dio de Castellano et Pipolo
- 1983 : Les Nouveaux Barbares (I nuovi barbari) d'Enzo G. Castellari
- 1983 : Occhio, malocchio, prezzemolo e finocchio de Sergio Martino
- 1983 : Acapulco, prima spiaggia... a sinistra de Sergio Martino
- 1983 : 2019 après la chute de New York (2019 - Dopo la caduta di New York) de Sergio Martino
- 1983 : Segni particolari: bellissimo de Castellano et Pipolo
- 1989 : 'O re de Luigi Magni
- 1990 : L'avaro de Tonino Cervi
- 1991 : Double rêve (Riflessi in un cielo scuro) de Salvatore Maira
- 1991 : Money de Steven Hilliard Stern
- 1994 : Coma de Denys Granier-Deferre
- 1995 : La tenda nera de Luciano Manuzzi
- 1997 : Gli inaffidabili de Jerry Calà
- 2006 : L'Enquête sacrée (L'inchiesta) de Giulio Base

### À la télévision

#### Séries télévisées
- 1989 : Oceano
- 1995 : La famiglia Ricordi
- 1996 : Il maresciallo Rocca, un épisode
- 1999 : Fine secolo
- 2002 : Vento di ponente
- 2004 : O la va o la spacca, un épisode

#### Téléfilms
- 1991 : Intrigues impériales (Young Catherine) de Michael Anderson
- 1991 : Michel-Ange (A Season of Giants) de Jerry London
- 1992 : Due vite, un destino de Romolo Guerrieri
- 1992 : Princesse Alexandra de Denis Amar
- 2001 : Una sola debole voce 2 de Gianluigi Calderone
- 2007 : La terza verità de Stefano Reali

## Publications

### Romans
- Sei così mia quando dormi. L'ultimo scandaloso amore di George Sand (2010)
- L'amante di Goebbels (2011)

## Distinction
- Miss Italie 1977.